# 兵务厅

1999年至2016年署徽

兵務廳（韩语：／ Byeongmu-cheong */?）是大韓民國國防部下屬的機構，成立於1970年8月20日，總部位於大田广域市西区，负责韓國的徵兵工作和組建韓國預備軍。

## 組織

### 所管機關
- 中央身體檢査所
- 兵務民願相談所

### 地方兵務廳
- 首爾地方兵務廳
- 京仁地方兵務廳
  - 仁川兵務支廳
  - 京畿北部兵務支廳
- 全北地方兵務廳
- 光州全南地方兵務廳
- 大邱慶北地方兵務廳
- 釜山地方兵務廳
- 慶南地方兵務廳
- 濟州地方兵務廳

## 吉祥物
兵務廳的吉祥物有Gutgeoni(굳건이)和Himchani(힘찬이)。

### Gutgeoni
Gutgeoni是2009年制定了沒有名字的吉祥物，2012年取名爲Gutgeoni。

### Himchani
Himchani是在2020年,爲了製作後續吉祥物,以熊和老虎等爲基礎製作的試案中老虎決定後建造的,同年12月3日在政府大樓通過公開儀式公開。 Himchani意爲"有力而可靠地守護大韓民國國防",正式使用始於2021年。

### 吉祥物喜劇
兵務廳的吉祥物是還被利用爲對韓國徵兵制的批判和諷刺。特別是Gutgeoni與軍人精神有距離，入伍前夕在敏感狀態下露出過於明朗的微笑等，給人牴觸情緒的反應，不僅受到了徵兵制的批評，還存在吉祥物的負面形象。

### 画廊

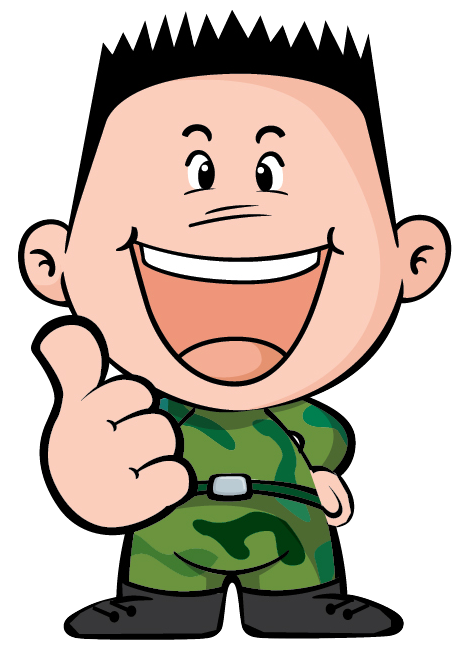
兵務廳吉祥物Gutgeoni(從2012年到2020年)(1)
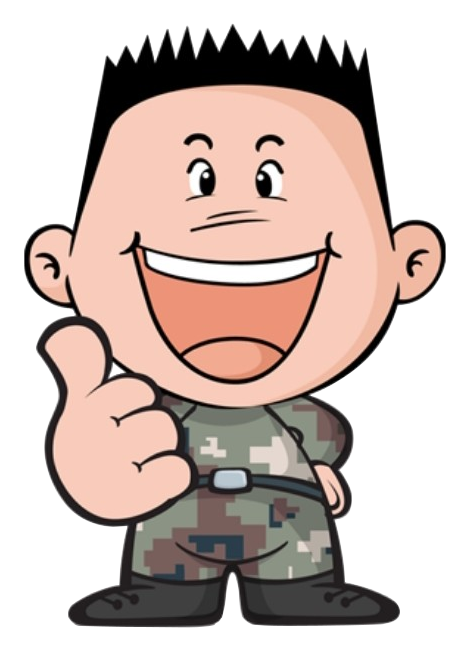
Gutgeoni(2)
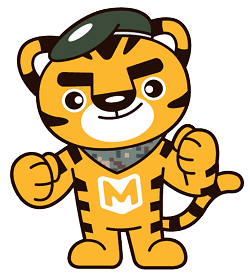
兵務廳吉祥物Himchani(從2021年起)

## 外部連結
- 兵務廳 （页面存档备份，存于）
- （英文）兵務廳英文網站 （页面存档备份，存于）